# 昼夜乐
昼夜乐，词牌名。本调九十八字，前后阕同。

## 词牌格式
平平仄仄平平仄，仄平平，仄平仄。平平仄仄平平，仄仄平平平仄。
仄仄平平平仄仄，仄平仄、仄平平仄。平仄仄平平，仄平平平仄。
平平仄仄平平仄，仄平平、仄平仄。平平仄仄平平，仄仄平平平仄。
仄仄平平平仄仄，仄平仄、仄平平仄。平仄仄平平，仄平平平仄。